# 費克利斯托夫島

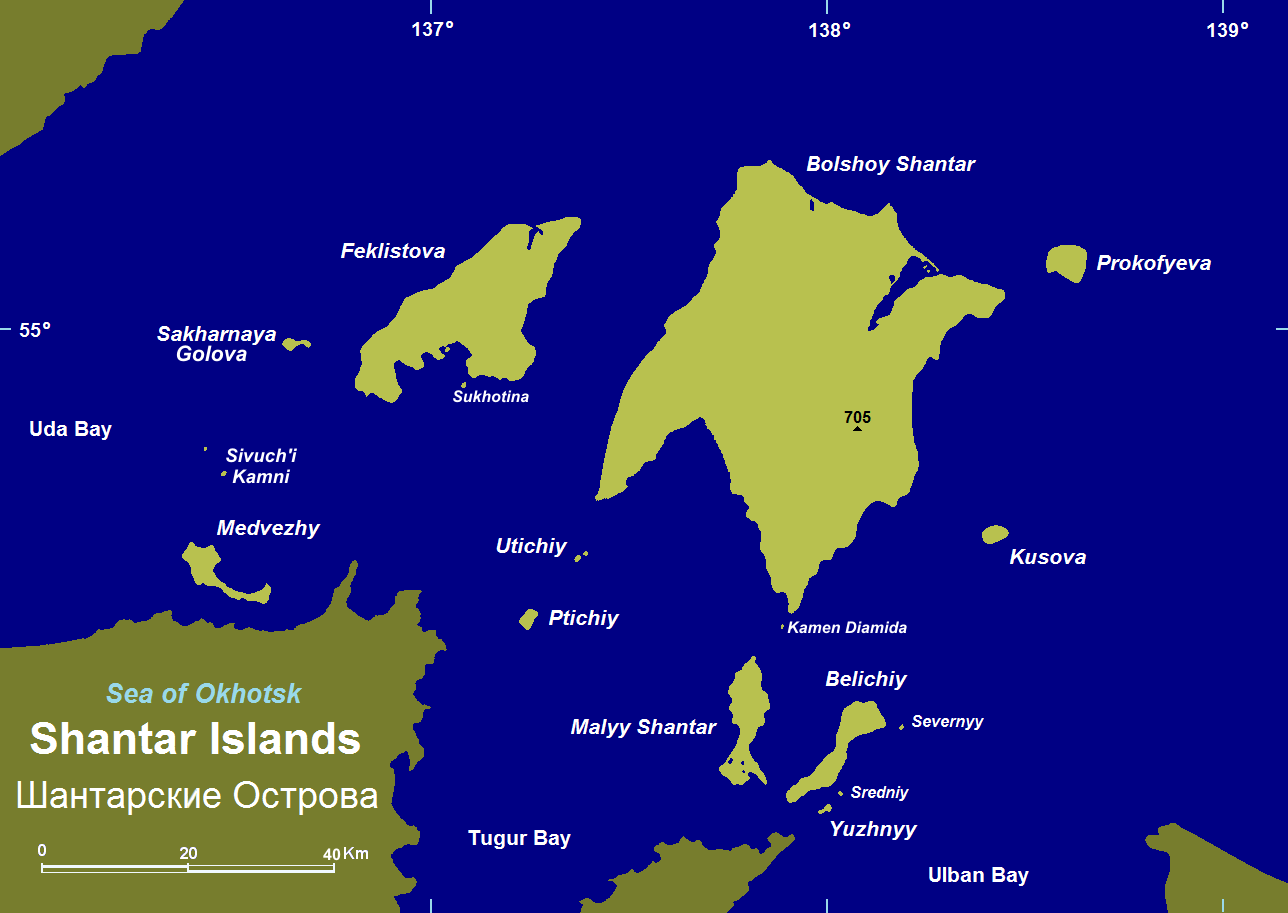

費克利斯托夫島是俄羅斯的島嶼，位於大尚塔爾島以西約20公里的鄂霍次克海，屬於尚塔爾群島的一部分，由哈巴羅夫斯克邊疆區負責管轄，面積372平方公里，最高點海拔高度485米。

## 外部連結
- Location （页面存档备份，存于）
- Satellite view for Ostrov Feklistova[永久]
- Pictures

55°0′N 136°57′E / 55.000°N 136.950°E